# گورگن کامالیان
گورگن ووسکانی کامالیان (ارمنی: Գուրգեն Ոսկանի Քամալյան؛ زاده ۱۰ مارس ۱۹۰۹ - درگذشته ۹ مهٔ ۱۹۷۳) زیست‌شیمی‌دان و استاد اهل ارمنستان که ریاست مؤسسه جانورشناسی و دامپزشکی ایروان را بر عهده داشت. وی بنیانگذار زیست‌شیمی کشاورزی در ارمنستان می‌باشد.

## زندگی‌نامه
وی در ۲۳ مارس [سبک قدیمی: ۱۰ مارس] ۱۹۰۹ در شوشی به دنیا آمد و از انستیتو دام‌پروری و دام‌پزشکی ایروان فارغ‌التحصیل شد. وی همچنین برندهٔ جوایزی همچون نشان انقلاب اکتبر و نشان پرچم سرخ کار شد. وی در ۹ مهٔ ۱۹۷۳ در سن ۶۴ سالگی در ایروان درگذشت.